# Safia obsolefacta
Safia obsolefacta är en fjärilsart som beskrevs av William Schaus 1912. Safia obsolefacta ingår i släktet Safia och familjen nattflyn. Inga underarter finns listade.